# 1963 na Coreia do Sul
Esta é uma cronologia dos principais fatos ocorridos no ano de 1963 na Coreia do Sul.

## Incumbentes
- Presidente – Park Chung-hee (interino até 17 de dezembro de 1963) (1962–1979)
- Primeiro-ministro
  - Kim Hyun-chul (Chefe do Gabinete de Ministros) (1962–17 de dezembro de 1963)
  - Choi Tu-son (17 de dezembro de 1963–1964)

## Eventos
- 15 de outubro – É realizada a eleição presidencial. Park Chung-hee é eleito presidente
- 26 de novembro – É realizada a eleição legislativa

## Nascimentos
- 20 de julho – Moon Sung-kil, boxeador
- 23 de agosto – Park Chan-wook, cineasta